# Thermocyclops decipiens
Thermocyclops decipiens – gatunek widłonoga z rodziny Cyclopidae. Nazwa naukowa tego gatunku skorupiaków została opublikowana w 1929 roku na podstawie prac naukowych niemieckiego zoologa Friedricha Kiefera.